# Eggenstein-Leopoldshafen
Eggenstein-Leopoldshafen je općina u njemačkoj saveznoj pokrajini Baden-Württemberg, u okrugu Karlsruhe. Nalazi se oko 12 km sjeverno od centra Karlsruhea i oko 20 km od francuske granice.

## Stanovništvo
Eggenstein-Leopoldshafen ima 15.364 stanovnika.
Formiran je od dva naselja: Eggensteina i Leopoldshafena.

## Gradovi partneri
|  | Höflein, Austrija  |
|  | Obhausen, Njemačka |

## Vanjske poveznice
- Službena stranica (njem.)